# حلقية بيكيني
حلقية بيكيني (بالإنجليزية: Bikini Atoll)‏ هي شعب حلقي في جزر المارشال في المحيط الهادئ وتتكون من 23 جزيرة ومساحتها 8.8 كلم مربع، وقد أجريت على هذه الحلقية تجربة نووية.

## معرض

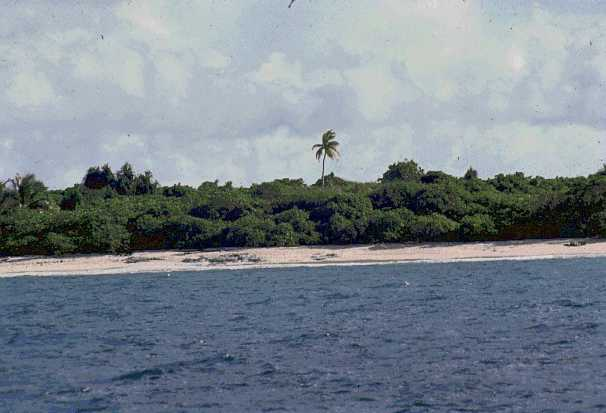
الشاطئ في حلقية بيكيني
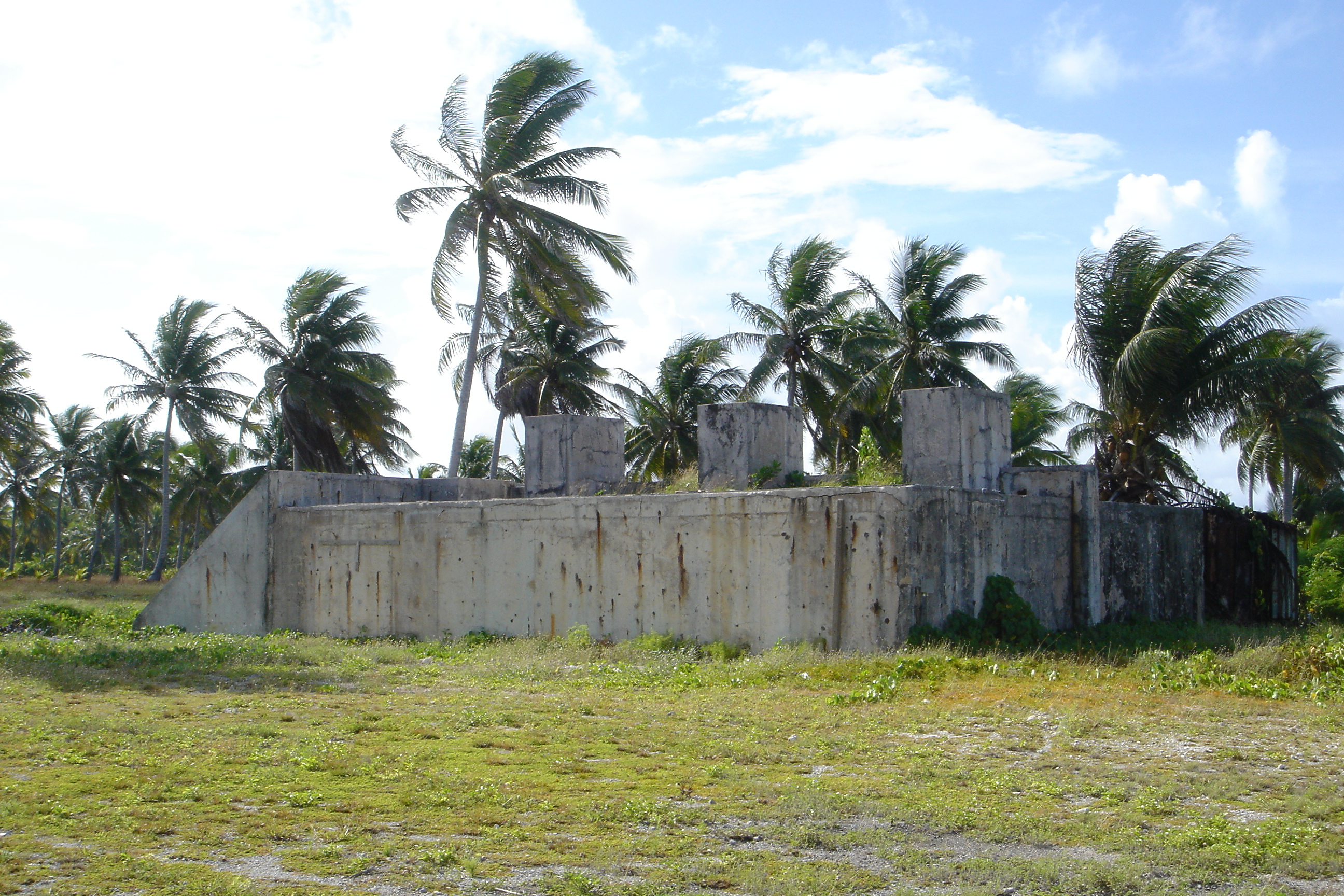
موقع التجارب النووية حلقية بيكيني
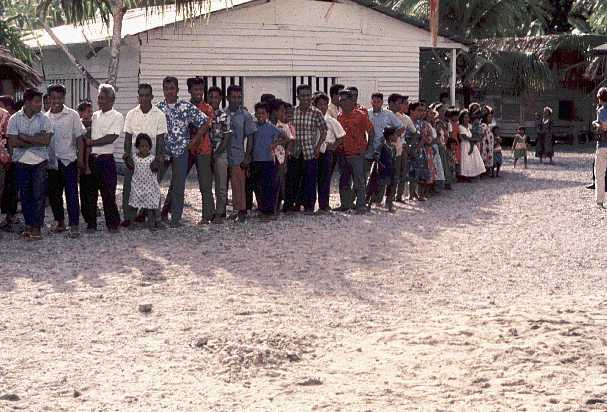
سكان حلقية بيكيني
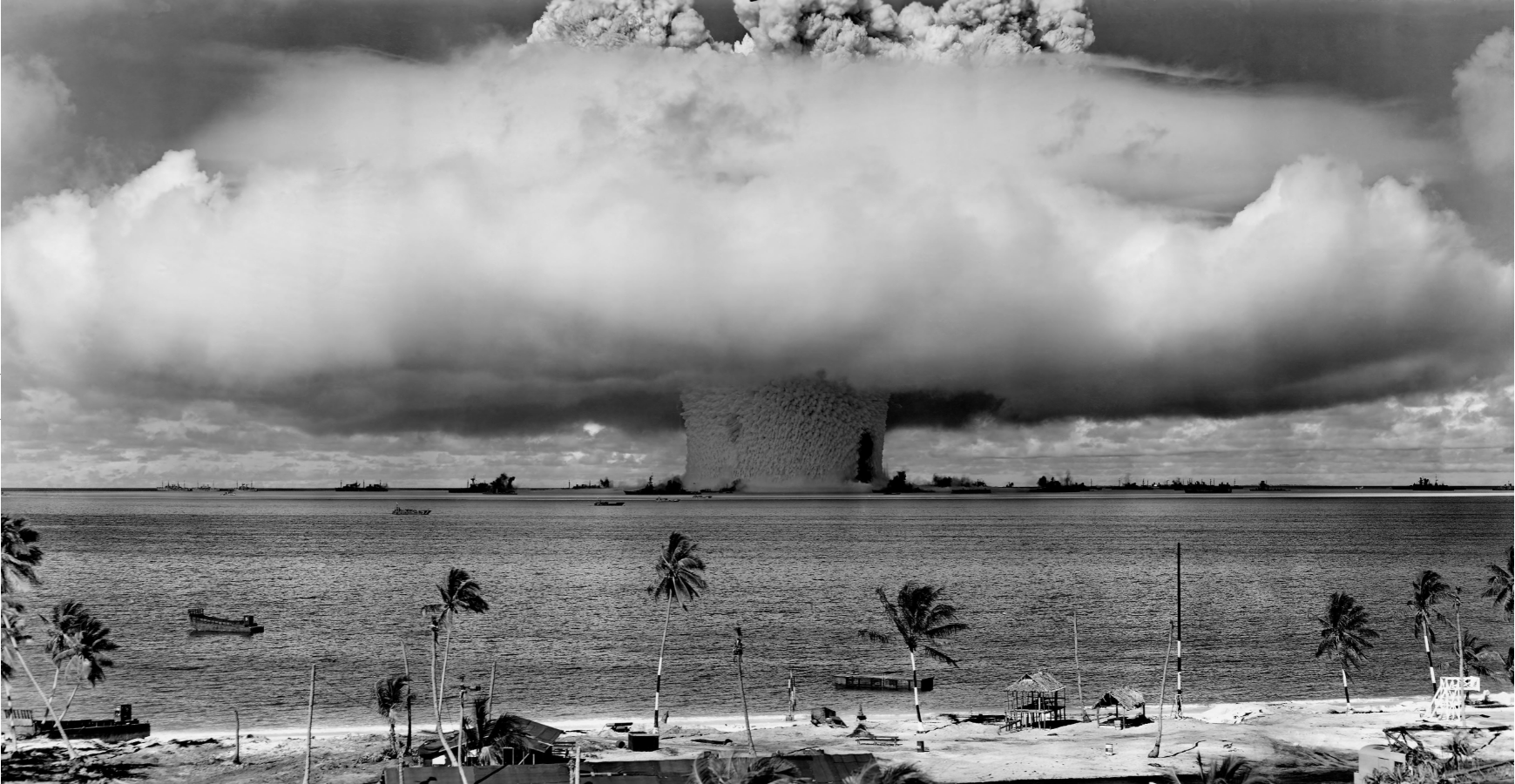
انفجار "بيكر" حلقية بيكيني
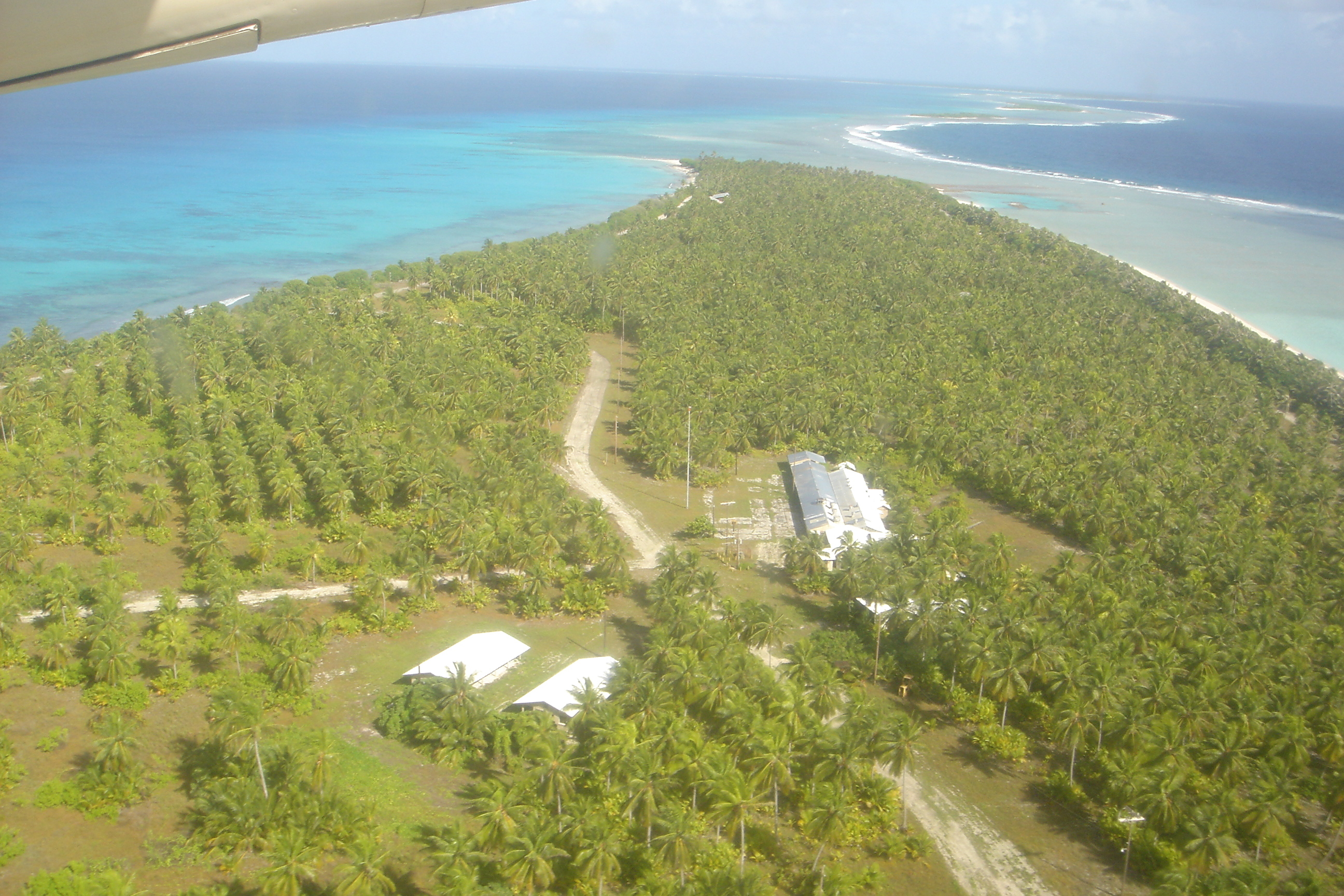
موقع التجارب النووية في جزيرة بيكيني أتول

## توأمة
لحلقية بيكيني اتفاقيات توأمة مع:
- كيلونغ

## التجربة النووية
عام 1946 تم اخلاء الجزيرة بشكل كامل، وقامت المملكة المتحدة باجراء 23 تجربة نووية عليها، استمرت التجارب حتى عام 1958.[بحاجة لمصدر]